# Estándar de facto

Icono convertido en estándar de facto, que señala la presencia de un canal de sindicación.

Un estándar de facto es aquel patrón o norma que se caracteriza por no haber sido consensuada ni legitimada por un organismo de estandarización al efecto. Por el contrario, se trata de una norma generalmente aceptada y ampliamente utilizada por iniciativa propia de un gran número de interesados.
Los estándares de facto son la antítesis de los estándares de iure. No obstante, algunos estándares de facto acaban derivando en estándares de iure. También existen estándares de iure que, por su amplia aceptación, pueden considerarse estándares de facto. 
En muchas ocasiones los estándares de facto se imponen a estándares de iure para la misma finalidad. Esto es debido a varios motivos:
- Los estándares de iure se basan en una estructura burocrática lenta y que reacciona con dificultad a los cambios del mercado.
- Para acceder a un estándar de iure publicado es necesario desembolsar una cantidad considerable de dinero. Esto es un problema para pequeñas y medianas empresas que desean desarrollar productos.
- Los estándares de iure suelen derivar en un mero acuerdo de compromiso para frenar la beligerancia de fabricantes en fuerte competencia. De manera que no resuelven la necesidad real que demanda el mercado.

Los estándares de facto tienen una especial importancia en el ámbito de las innovaciones tecnológicas y de la informática.

## Orígenes de los estándaresde facto
Los estándares de facto suelen tener su origen en la amplia aceptación en el mercado de un determinado producto comercial. Ocurre cuando un fabricante introduce una innovación que hace impensable (para sus consumidores) la existencia del producto sin dicha innovación. De manera que esta es imitada por absolutamente todos los fabricantes del mercado. Por tanto, un estándar de facto requiere una amplia aceptación por todos los consumidores y un rechazo hacia productos que no incorporan dicho estándar.
Otro posible origen de los estándares de facto son los acuerdos de industria, donde un consorcio o agrupación de fabricantes deciden ponerse de acuerdo para incorporar características comunes y consensuadas a sus productos. Estos acuerdos suelen ser beneficiosos para el consumidor ya que facilitan la interoperabilidad y la sustitución de un producto por otro. Esto deriva en la misma situación de amplia aceptación del caso anterior.

## Ejemplos
En la siguiente lista hay ejemplos muy conocidos e ilustrativos de estándares "de facto" y "de iure", según la causa de su consolidación:

### Por su antigüedad o tradición
Estos estándares se han consolidado como de facto por la antigüedad de su conocimiento, o por la tradición del uso que se le ha dado durante un largo periodo de tiempo.
- El formato de teclado QWERTY, que no responde a ninguna configuración lógica o natural sino a requisitos técnicos de las antiguas máquinas de escribir.
- La codificación de caracteres ASCII, estandarizada hasta 1963, aún se sigue usando hoy día. Usualmente estos archivos llevan la extensión TXT.
- El formato propietario de audio MP3, fue creado como una alternativa al CD WAV, para la distribución de música por Internet. Actualmente es soportado por la mayoría de los reproductores de música y programas de audio.
- Las teclas y la disposición de los números en los teclados del teléfono.
- Los colores de las aplicaciones ofimáticas.
- El significado de los iconos que se encuentran en hoteles y aeropuertos.
- Las cantidades de venta de alimentos, por ejemplo: las docenas de huevos, se venden en 12 unidades o su mitad, medias docenas.
- La división de las tierras emergidas en continentes.

### Por su eficiencia, fiabilidad o portabilidad
- Los protocolos TCP/IP que han dado origen a Internet.
- Las redes de área local IEEE 802.3. Ejemplo de estándar de facto convertido en estándar de iure.
- El formato de sindicación RSS, que se utiliza en blogs y portales de noticias.
- El formato de marcado para páginas web HTML, declarado estándar inicialmente por el IETF, y más tarde por el W3C.
- El formato de documentos PDF, creado por Adobe Systems en 1993, y actualmente de él se han derivado el estándar ISO 19005-1:2005 llamado PDF/A, para regular el formato. Los archivos PDF pueden ser abiertos usando Adobe Acrobat Reader.

### Por su aceptación en el mercado o bajo coste
- Las interfaces MIDI de los instrumentos musicales electrónico.
- El puerto jack de 3.5mm utilizado para los conectores de auriculares y bocinas es muy usado por su tamaño y portabilidad.

### Por la consolidación o monopolización de una empresa en el sector
- El formato propietario DOC, convertido en estándar de facto por la gran cuota de mercado de la suite ofimática Microsoft Office, es soportado por la mayoría de suites ofimáticas, aplicando ingeniería inversa sobre el formato, ya que su especificación es secreta.
- El formato estándar Office Open XML, el usado actualmente por Microsoft, y declarado estándar por la ISO ISO/IEC 29500:2008, aunque habiendo un estándar ya establecido llamado Oasis OpenDocument en 2006.
- La arquitectura IBM PC sobre otras, como el Commodore Amiga o el Macintosh debido al gran impacto que tuvo sobre la informática moderna, y a su bajo coste.
- La arquitectura de procesadores Intel x86 sobre otras como SPARC, 68000, MIPS o PowerPC, relacionada con el punto anterior, debido a que venía incluida con el IBM PC, el cual tuvo una aceptación muy amplia.

### Por el resultado de una guerra de formatos o productos
- El soporte de disco Blu-ray sobre el HD-DVD
- El formato de cinta de vídeo VHS sobre el formato Betamax. Aunque Betamax era un formato técnicamente superior, este resultó ser el generalmente aceptado, debido a la masiva publicidad y a la aceptación que tuvo entre el público. Ver (Guerra de formatos de cintas de vídeo).
- El navegador web Internet Explorer sobre Netscape Navigator, debido a que este venía preinstalado en los sistemas Windows.
- Los formatos de compresión ARJ y LHA por ZIP y RAR, formatos de compresión de la época de MS-DOS, los cuales fueron cayendo en desuso por la falta de una interfaz gráfica para Windows.